# London Knights
London Knights je kanadský juniorský klub ledního hokeje, který sídlí v Londonu v provincii Ontario. Od roku 1965 působí v juniorské soutěži Ontario Hockey League (dříve Ontario Hockey Association). Svůj současný název nese od roku 1968. Své domácí zápasy odehrává v hale Budweiser Gardens s kapacitou 9 036 diváků. Klubové barvy jsou zelená, zlatá, černá a bílá.
Nejznámější hráči, kteří prošli týmem, byli např.: Brendan Shanahan, Rick Nash, Corey Perry, Patrick Kane či John Tavares.

## Historické názvy
Zdroj: 
- 1965 – London Nationals
- 1968 – London Knights

## Úspěchy
- Vítěz Memorial Cupu ( 2× )
  - 2005, 2016
- Vítěz OHL ( 5× )
  - 2004/05, 2011/12, 2012/13, 2015/16, 2023/24

## Přehled ligové účasti
Zdroj: 
- 1965–1975: Ontario Hockey Association
- 1975–1980: Ontario Hockey Association (Emmsova divize)
- 1980–1994: Ontario Hockey League (Emmsova divize)
- 1994–2002: Ontario Hockey League (Západní divize)
- 2002– : Ontario Hockey League (Středozápadní divize)